# Araminda
Araminda est une station balnéaire uruguayenne située dans le département de Canelones et rattachée à la municipalité de La Floresta.

## Localisation
Située au sud-est du département de Canelones sur les rives du Rio de la Plata, Araminda est bordée à l'ouest par la station balnéaire de La Tuna, et à l'est par celle de Santa Lucía del Este. Elle fait partie de la Costa de Oro uruguayenne et on y accède par la ruta Interbalnearia, au niveau du kilomètre 66.

## Population
| Année | Population |
| ----- | ---------- |
| 1963  | 35         |
| 1975  | 35         |
| 1985  | 81         |
| 1996  | 117        |
| 2004  | 154        |
| 2011  | 152        |

,

## Source
- (es) Cet article est partiellement ou en totalité issu de l’article de Wikipédia en espagnol intitulé « Araminda » (voir la liste des auteurs).